# Цедрорізка

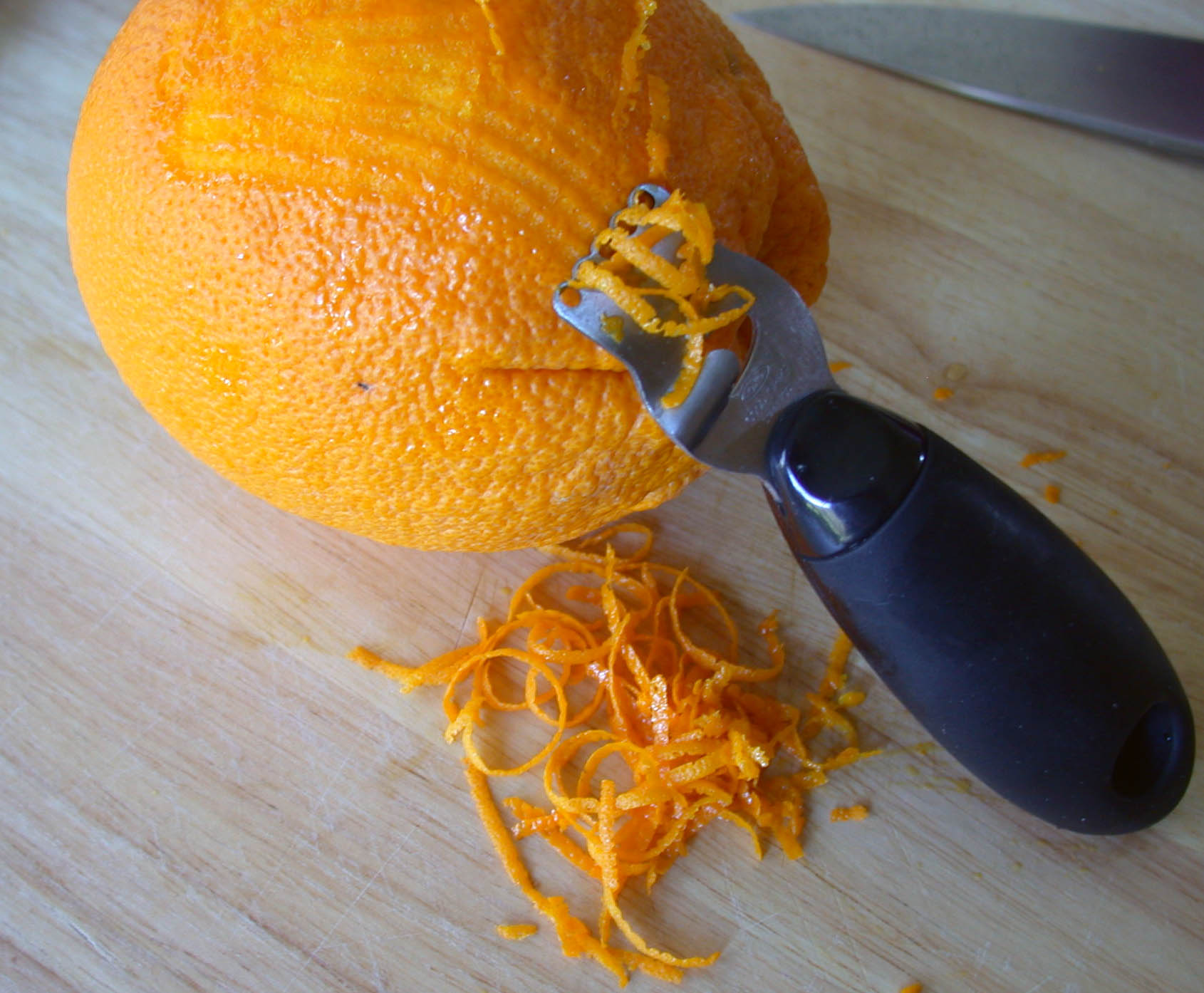
Зрізання цедри з апельсина

Цедрорізка, також «зе́стер» (англ. zester від zest — «цедра») — кухонний прилад для знімання цедри з цитрусових. Цедрорізка має довжину зазвичай близько 10 см, споряджена ручкою і загнутою металевою робочою частиною, на кінці якої пророблений ряд круглих отворів із загостреними крайками. Під час роботи прилад притискують з помірним зусиллям і переміщають по шкурці плода. Крайки отворів відділяють цедру від нижчих шарів кірки, і вона знімається вузькими смужками.